# صموئيل ك. هيوز
صموئيل ك. هيوز (بالإنجليزية: Samuel C. Hughes)‏ هو سياسي أمريكي، ولد في 28 أغسطس 1829، وتوفي في 20 يونيو 1917.